# 代理店商法
代理店商法（だいりてんしょうほう）とは転職希望者や独立開業を検討している人、あるいは副業を模索している人を対象として増収が可能であるなどと宣伝して代理店という形式で販売員などを集める商法。
実際には登録料や商材購入に多額の費用が掛かり、代理店となった者が赤字になるという事態が続出している。